# Riu Mero
El Mero és un petit riu de la província de la Corunya, a Galícia. Neix als Montes da Tieira, a Cesuras, i desemboca a l'interior de la ria d'O Burgo, a l'oceà Atlàntic.
Té un curs de 41 quilòmetres i travessa els municipis d'Oza-Cesuras, Abegondo, Bergondo, Cambre, Culleredo i Oleiros.
Els seus principals afluents són el Barcés, el Brexa i el Valiñas per l'esquerra, i el riu Gándara per la dreta.
En el seu curs hi ha l'embassament de Cecebre i a la seva confluència amb el riu Barcés forma el lloc d'importància comunitària de l'embassament d'Abegondo-Cecebre, la major part del qual pertany al municipi d'Abegondo.